# Momie Blues
Momie Blues est un jeu vidéo d'aventure développé et édité par Coktel Vision, sorti en 1986 sur Amstrad CPC.